# Frühlingspunkt

Ekliptik mit vier besonderen Sonnenpositionen

Als Äquinoktialpunkte werden in der Astronomie die Schnittpunkte des Himmelsäquators mit der Ekliptik bezeichnet. An diesen Punkten steht die Sonne zu den Äquinoktien (lat. Tagundnachtgleichen) am Frühlingsanfang und am Herbstanfang. Die beiden Punkte werden entsprechend den Jahreszeitanfängen auf der Nordhalbkugel Frühlingspunkt und Herbstpunkt genannt und liegen sich auf dem Himmelsäquator bzw. auf der Ekliptik um jeweils 180° gegenüber. Zu diesem Zeitpunkt kommt es überall auf der Erde gleichzeitig zur Tagundnachtgleiche; außerdem stehen die Erdachse und die Verbindungslinie der Mittelpunkte von Erde und Sonne, die sich im Erdmittelpunkt schneiden, genau senkrecht zueinander. Anders ausgedrückt: zu diesem Zeitpunkt liegt die o. g. Verbindungslinie der Mittelpunkte von Erde und Sonne genau in der Äquatorialebene der Erde.
Mit Äquinoktium wird sowohl der Zeitpunkt als auch der zuvor definierte Schnittpunkt bezeichnet.
Der Frühlingspunkt stellt einen wichtigen Bezugspunkt in der Astronomie dar, insbesondere im geozentrischen äquatorialen Koordinatensystem. Er liegt definitionsgemäß unendlich weit entfernt. Die Richtung zu ihm ist deshalb von jedem Punkt der Erdumlaufbahn aus dieselbe.
Aktuell befindet sich der Frühlingspunkt im Sternbild Fische und der Herbstpunkt im Sternbild Jungfrau (siehe jedoch folgendes Kap.). 

## Wanderung
Aufgrund der Präzession der Erdachse wandern die Äquinoktialpunkte auf der Ekliptik stetig in westlicher Richtung und benötigen für einen vollen Zyklus etwa 25.800 Jahre.
Bis zum Jahr 68 vor Christus befand sich der Frühlingspunkt im heutigen Sternbild Widder und der Herbstpunkt im Sternbild Waage. Sie werden daher auch Widderpunkt und Waagepunkt genannt, denn entscheidend ist hier nicht das Sternbild, sondern der tropische Tierkreis, zu dem außerdem der Wendekreis des Krebses und der Wendekreis des Steinbocks gehören.
Ab dem Jahr 2597 wird der Frühlingspunkt sich im Sternbild Wassermann befinden.